# Cyclaspoides sarsi
Cyclaspoides sarsi är en kräftdjursart som beskrevs av Bonnier 1896. Cyclaspoides sarsi ingår i släktet Cyclaspoides och familjen Bodotriidae. Inga underarter finns listade i Catalogue of Life.